# La Chaleur du sein
Pour plus de détails, voir Fiche technique et Distribution.
La Chaleur du sein est un film français de Jean Boyer sorti en 1938.

## Synopsis
Le fils de l'archéologue Michel Quercy a tenté de se suicider. Son père étant, comme à l'habitude, en expédition archéologique, ce sont ses trois belles-mères successives qui se massent à son chevet, sa mère étant morte à sa naissance.

À chacune d'elles, il donne une version différente des raisons de son geste et elles vont tenter, tant mal que bien, d'arranger les affaires de "leur fils" et le père, revenu d'Égypte, comprendra qu'il ne suffisait pas de "donner des mères" à son fils mais qu'il va désormais falloir être le père qu'il n'a jamais été.

## Fiche technique
- Réalisateur : Jean Boyer
- Assistant-réalisateur : Robert Prévot
- Scénariste et dialogue : Jean Boyer, d'après la pièce La Chaleur du sein d'André Birabeau
- Décors : Jacques Colombier
- Costumes : Elsa Schiaparelli
- Musique : Georges Van Parys
- Chef-opérateur : Victor Arménise
- Cadreur : Lucien Joulin
- Montage : André Versein
- Son : Pierre Calvet
- Maquillage : Paule Déan
- Société de production : Héraut Film
- Producteur : Robert Aisner
- Société de distribution : Compagnie Universelle Cinématographique (C.U.C.)
- Tournage : du 30 mai à juin 1938 aux studios Pathé-Cinéma, 6 rue Francoeur, Paris 18°
- Pays d'origine :  France
- Format : Son mono - Noir et blanc - 35 mm  - 1,37:1
- Durée : 85 minutes
- Date de sortie : 3 novembre 1938 en France
- Affiche : René Péron (France)

## Distribution
- Michel Simon : Michel Quercy, un égyptologue fantasque qui épousa consécutivement quatre femmes
- Jean Pâqui : Gilbert Quercy, fils de Michel, qui a été élevé par trois mères différentes, la sienne étant morte en couches
- Jeanne Lion : Mathilde, la mère "n°1" de Gilbert, la douce
- Gabrielle Dorziat : Adrienne, la mère "n°2" de Gilbert, l'autoritaire
- Arletty : Bernadette Mezin, la mère "n°3" de Gilbert, la dynamique
- Jane Loury (créditée Jane Lory) : Augustine, la domestique
- Pierre Larquey : Raoul Dalaciaud, le patron de Gilbert à la tête d'une maison de distribution de disques
- Marguerite Moreno : l'Américaine excentrique qui fait la cour à Michel sur le paquebot
- Henri Vilbert : le barman du paquebot
- Gisèle Préville : la passagère importunée par Michel sur le pont du paquebot
- Andrée Prévot : la passagère importunée par Michel au bar du paquebot
- Monique Joyce : Joan Bouvreuil, une chanteuse de cabaret, la petite amie de Gilbert
- François Périer : Batilly, un camarade de Gilbert
- Claire Darcas : l'infirmière
- Nicole Dumas : la stewardess
- Pierre Gillier
- G. Harrous
- Edith Gallia
- Robert Tenton
- Michel Rittner